# Hall of Fame Open 2018
L'Hall of Fame Open 2018, anche conosciuto come Dell Technologies Hall of Fame Open for The Van Alen Cup per motivi di sponsorizzazione, è stato un torneo maschile di tennis giocato sull'erba. È stata la 43ª edizione dell'Hall of Fame Tennis Championships, che fa parte della categoria ATP Tour 250 nell'ambito dell'ATP World Tour 2018. Il torneo si è giocato all'International Tennis Hall of Fame di Newport, dal 16 al 22 luglio 2018.

## Partecipanti

### Teste di serie
| Nazionalità | Giocatrice       | Ranking* | Testa di serie |
| ----------- | ---------------- | -------- | -------------- |
| Francia     | Adrian Mannarino | 26       | 1              |
| Germania    | Miša Zverev      | 41       | 2              |
| Stati Uniti | Steve Johnson    | 42       | 3              |
| Australia   | Matthew Ebden    | 51       | 4              |
| Stati Uniti | Ryan Harrison    | 59       | 5              |
| Lussemburgo | Gilles Müller    | 60       | 6              |
| Australia   | Alex de Minaur   | 80       | 7              |
| Stati Uniti | Denis Kudla      | 84       | 8              |

* Ranking al 2 luglio 2018.

### Altri partecipanti
I seguenti giocatori hanno ricevuto una wild card per il tabellone principale:
- Christian Harrison
- Jason Jung
- Donald Young

Il seguente giocatore è entrato in tabellone grazie al ranking protetto:
- James Duckworth

I seguenti giocatori sono passati dalle qualificazioni:

- JC Aragone
- Alex Bolt
- Víctor Estrella Burgos
- Bernard Tomić

## Ritiri
Prima del torneo
- Pierre-Hugues Herbert → sostituito da  Nicolas Mahut
- John Isner → sostituito da  Marcel Granollers
- Michail Kukuškin → sostituito da  Ramkumar Ramanathan
- Lukáš Lacko → sostituito da  Serhij Stachovs'kyj
- Mackenzie McDonald → sostituito da  Tim Smyczek

Durante il torneo
- Ryan Harrison

## Campioni

### Singolare
Steve Johnson ha battuto in finale  Ramkumar Ramanathan con il punteggio di 7-5, 3-6, 6-2.
- È il quarto titolo in carriera per Johnson, il secondo della stagione.

### Doppio
Jonathan Erlich /  Artem Sitak hanno battuto  Marcelo Arévalo /  Miguel Ángel Reyes Varela con il punteggio di 6-1, 6-2.